# Coupe du Congo belge de football 1957-1958
Navigation
Coupe du Congo belge 1959
La saison 1958 du Championnat du Congo belge de football est la première édition de la première division au Congo belge. La compétition rassemble le champion de Léopoldville et Elizabethville. 

## Compétition
Le championnat se joue avec une finale unique. 
Le barème utilisé pour le classement est le suivant :
- Victoire : 2 points
- Match nul : 1 point
- Défaite, abandon ou forfait : 0 point

### Finale
St. Eloi 5-1 AS Victoria Club,